# Angelo Piò
Angelo Gabriello Piò, né à Bologne le 2 avril 1690, où il est mort le 31 octobre 1769, est un sculpteur italien de style Rococo.

## Biographie
En 1711 et 1712, Angelo Piò étudie à Bologne avec Andrea Ferreri (1673-1744)  et Giuseppe Mazza. Après 1718, il étudie à Rome avec Camillo Rusconi.
En 1721, Piò devient membre de l'Accademia Clementina à Bologne. Il travaille avec les principaux architectes bolonais de l'époque: Carlo Francesco Dotti, Alfonso Torreggiani et Giuseppe Antonio Ambrosi .

## Œuvre
Piò a principalement travaillé le stuc et la terre cuite, dans le style  Rococo d'Émilie-Romagne. Il a utilisé ces matériaux en raison de la rareté de la pierre et du marbre, mais il était capable d'imiter fidèlement la sculpture sur pierre. Ses œuvres traitent pour la plupart de sujets religieux, allégoriques ou mythologiques.
Parmi ses œuvres les plus importantes, on trouve Force et Prudence (Bologne, palais Gozzadini), Agonie dans le Jardin (église paroissiale de San Giovanni in Persiceto) et le monument funéraire du Général Marsili (1733, San Domenico, Bologne).
Angelo Piò est aussi l'auteur d'une vingtaine de statues de plâtre pour le Sanctuaire de San Luca, réalisées à partir de 1746. Il a également réalisé un buste posthume en cire de l'architecte Carlo Francesco Dotti qui a conçu le sanctuaire et dans lequel il est conservé.